# 토마스 크라운 어페어 (1999년 영화)
《토마스 크라운 어페어》(영어: The Thomas Crown Affair)는 1999년 개봉한 미국의 하이스트 영화이다. 존 맥티어넌가 감독을 맡았으며, 노먼 주이슨 감독의 동명 영화를 리메이크한 작품이다.

## 한국판 성우진(MBC)
- 안지환 - 토마스 크라운(피어스 브로스넌)
- 최성우 - 캐서린 배닝(르네 루소)
- 박조호 - 맥켄(데니스 리어리)
- 최석필 - 페레더 형사(프랭키 페이슨)
- 김태훈 - 바비 매킨리(마이클 롬바드) / 하인리히(마크 마골리스)
- 김은영 - 정신과 의사(페이 더너웨이)
- 안장혁 - 레이놀즈(프리츠 위버) / 경비원(도미니크 마커스)
- 김호성 - 박물관 경호원(존 C. 하벤스) / 도둑(마크 랭스턴)
- 김용준 - 폴(제임스 사토) / 박물관 가이드(필립 더글라스) / 골챈(찰스 키팅)
- 송준석 - 도둑(댄 오레스케즈)
- 이상범 - 가짜 토마스(토마스 리처드 블롬) / 감식 전문가(리처드 러셀 라모스) / 경호원(로버트 루이스 스티븐슨)
- 고성일 - 토마스의 회사 직원(제임스 애가쉬)
- 이상훈 - 박물관 경비원(티모시 휠러) / 도둑(도미닉 치아니즈 주니어)
- 최한 - 트럭 운전수(지노 루치) / 경찰(존 P. 맥캔) / 도둑(리치 코스터)
- 김지영 - 애나(에스테르 카냐다스)
- 이자옥 - 비서(신시아 다로우)

## 같이 보기
- 하이스트 영화